# Al Jazeera
Al Jazeera (arabisch الجزيرة al-Dschazīra, DMG al-Ǧazīra, englische Umschrift Al-Jazīrah, dt. etwa „die Insel – die Arabische Halbinsel“), deutsch meist Al-Dschasira, ist ein arabischer, privatwirtschaftlicher Nachrichtensender mit Sitz in Doha, Katar, und das größte Nachrichtennetzwerk in der Region Naher Osten und Nordafrika. Al Jazeera nahm am 1. November 1996 den Sendebetrieb auf, 2006 ging der redaktionell unabhängige Schwestersender in englischer Sprache, Al Jazeera English, auf Sendung.

## Geschichte, Arbeit und Wirkung
Al Jazeera hat vier Funkhäuser in Katar, Kuala Lumpur, London und Washington, D.C. Im März 2010 gab der damalige Generaldirektor Wadah Khanfar an, Al Jazeera berichte aus 65 Ländern über die ganze Welt. Der englischsprachige Sender Al Jazeera English erreiche ungefähr 190 Millionen Menschen. Die Journalisten der Nachrichtenredaktion vertreten unterschiedliche politische Richtungen und stammten aus verschiedenen Ländern. Al Jazeera lege darauf Wert, Themen aus verschiedenen Blickwinkeln zu präsentieren, anstatt einseitige Sichtweisen, Ideologien oder Parteien zu vertreten. Viele Journalisten von Al Jazeera wurden bei der BBC ausgebildet. Von 2002 bis 2012 leitete der syrische Journalist Aktham Suliman als Deutschland-Korrespondent das Berliner Büro.
Der arabische Medienexperte Sultan Sooud Al-Qassemi weist darauf hin, dass das arabischsprachige Programm von Al Jazeera eine ganz andere Linie vertritt als das englischsprachige Programm. Das arabischsprachige Programm, das eine viel höhere Einschaltquote hat, versteht sich als Propagandainstrument der Muslimbrüderschaft mit Yusuf al-Qaradawi als spiritueller Führungsfigur, die regelmäßig zum Heiligen Krieg aufruft. Nach Beobachtung der Nahostexpertin Petra Ramsauer trägt das arabischsprachige Programm von Al Jazeera wesentlich zur islamistischen Radikalisierung des arabischen Raumes bei.
Im arabischsprachigen Raum ist Hauptmitbewerber von Al Jazeera der saudische Sender Al-Arabiya und teilweise auch BBC Arab.

### 1996–2000: Gründung und regionale Einflüsse
Als im April 1996 der Gemeinschaftssender der BBC und des saudi-arabischen Medienkonzerns Orbit wegen Zensurforderungen der saudischen Regierung den Sendebetrieb einstellte, gründete kurz darauf der Emir von Katar, Scheich Hamad bin Chalifa Al Thani, den Sender Al Jazeera und stellte 17 der entlassenen BBC-Mitarbeiter ein. Am 1. November 1996 begann Al Jazeera mit der Ausstrahlung seines Programms über Satellit. Der Sender wird mit angeblich bis zu 400 Millionen Schweizer Franken (etwa 413 Mio. € (2022)) im Jahr von der katarischen Herrscherfamilie finanziell unterstützt. Der Nachrichtenchef im arabischen Dienst, Mustafa Souag, meint, das bewahre den Sender davor, kommerzieller zu werden und damit Rücksichten auf die Empfindlichkeiten seiner Werbekunden nehmen zu müssen. An Versuche der Einflussnahme von Scheich Hamad könne er sich nicht erinnern.
Durch die Darbietung kontroverser Ansichten in Bezug auf die Regierungen vieler Golfstaaten – einschließlich Saudi-Arabiens, Kuwaits, Bahrains und Katars, sowie hinsichtlich Syriens Verhältnis zum Libanon oder der ägyptischen Justiz – entwickelte sich Al Jazeera zu einem der wichtigsten Nachrichtensender im Nahen Osten mit ca. 40 Mio. Zuschauern täglich.
Im Jahr 1999 wurde der Sender in Berlin mit dem den ersten Ibn-Ruschd-Preis für „Freies Denken“ ausgezeichnet. Anerkennung erfuhr der Sender auch seitens des US-amerikanischen Außenministeriums, welches in seinem Jahresbericht 2000 zur weltweiten Situation der Menschenrechte die freiheitliche Berichterstattung von Al-Dschasira lobte.

### 2001–2002: Weg zu internationaler Bekanntheit

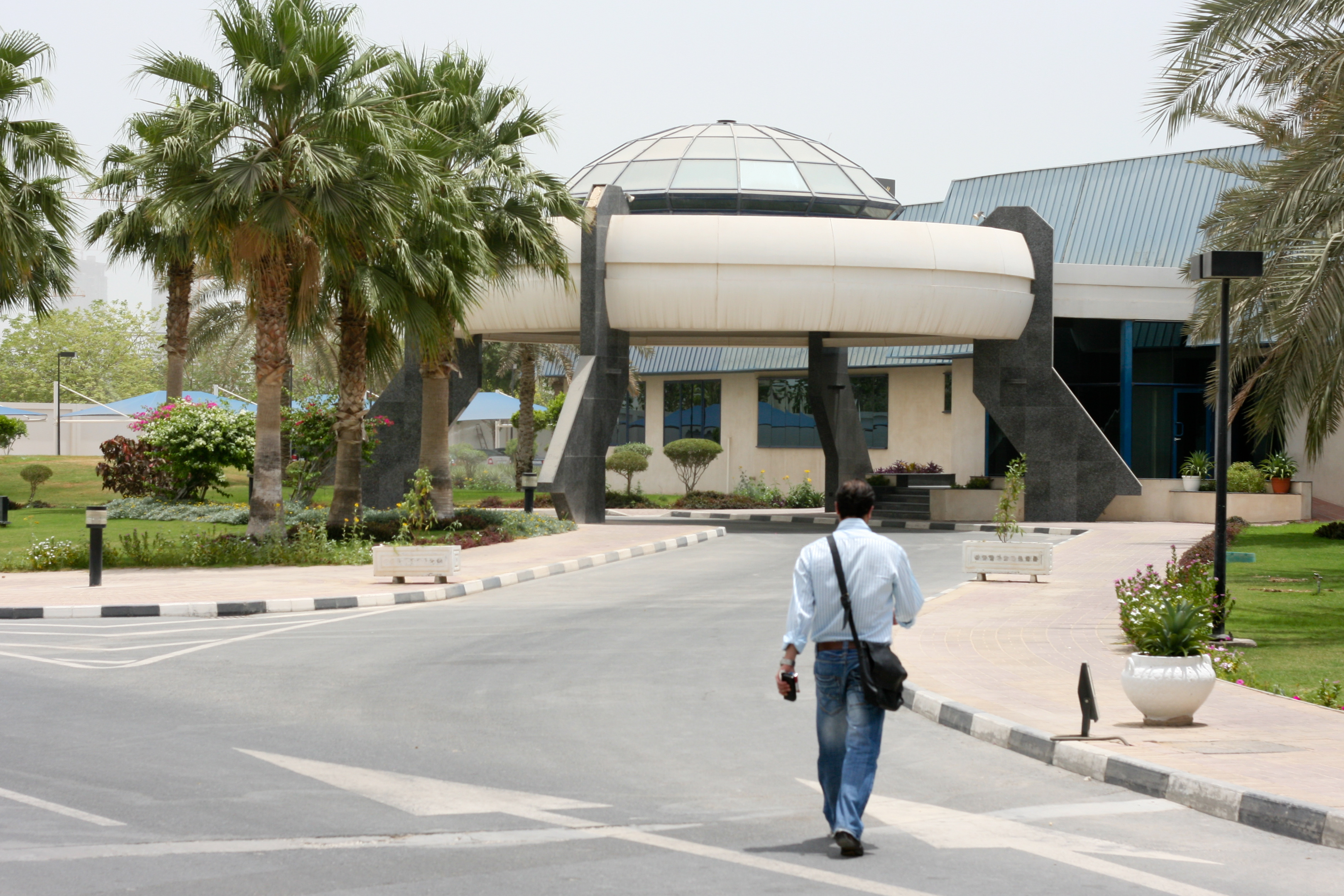
Al-Jazeera-Gebäude in Doha, Katar

Besonders bekannt wurde der Sender weltweit nach den Terroranschlägen am 11. September 2001 und dem darauffolgenden Krieg in Afghanistan. Damals besaß er als einziger Fernsehsender in Kabul ein Redaktionsbüro und versorgte die Weltöffentlichkeit mit Bildern des Krieges, die auch von westlichen Sendern übernommen wurden, wobei sich der Sender bei der Berichterstattung auf das Leid der Zivilbevölkerung konzentrierte.
Am 3. Oktober 2001, vier Tage vor dem Beginn des Krieges am 7. Oktober 2001 in Afghanistan, ersuchte der US-amerikanische Außenminister Colin Powell den Scheich des Emirats Katar, Hamad bin Khalifa al-Thani, um Druck auf den Sender Al-Dschasira auszuüben. Die Hauptforderung war, keine weiteren Interviews und Videos von Osama Bin Laden zu senden. Powell bezog sich dabei auf ein Bin-Laden-Interview aus dem Jahr 1998, das Al-Dschasira mehrfach ausgestrahlt hatte, sowie auf eine falsche Behauptung des Senders, wonach Truppen von Bin Laden US-amerikanische Spezialeinheiten in Afghanistan gefangen genommen hätten. Dieser Falschbehauptung konnten sich der Scheich von Katar und die Geschäftsführung des Senders erfolgreich widersetzen.
Am 21. Oktober 2001 führte Al Jazeeras Reporter Taisir Alluni das einzige Fernsehinterview mit Osama bin Laden nach dem 11. September 2001. Einen Tag zuvor hatte der damalige US-Vizepräsident Dick Cheney bei einem Treffen mit dem Emir von Katar diesen noch einmal gebeten, den Sender zu ermahnen, Vorsicht beim Senden von Aufzeichnungen von Bin Laden walten zu lassen. Al Jazeera sendete das Exklusivinterview nie und begründete das damit, dass der Reporter Alluni starkem psychischen Druck ausgesetzt war und die Bedingungen, unter denen das Interview geführt wurde, nicht das Minimum an Objektivität und Professionalität gewährleisteten. Außerdem enthalte das Video keine „berichtenswerten Neuigkeiten“. Ausschnitte daraus wurden aber, zum Missfallen Al Jazeeras, im Januar 2002 von CNN gesendet. Alluni wurde 2005 in Spanien wegen angeblicher Kontakte zu Al-Qaida zu sieben Jahren Haft verurteilt. Ihm wurde zur Last gelegt, einem Al-Qaida-Führer, den er in seinem Haus im südspanischen Granada beherbergt hatte, Geld übergeben zu haben. Am 17. Januar 2012 entschied der Europäische Gerichtshof für Menschenrechte, dass das Verfahren gegen Alluni nicht rechtens war und wurde im Anschluss freigelassen.
Am frühen Morgen des 13. November 2001, dem Tag, als die Nordallianz Kabul kampflos besetzte, wurden die Kabuler Büros Al Jazeeras von zwei aus einem amerikanischen Militärflugzeug abgeworfenen Bomben zerstört.

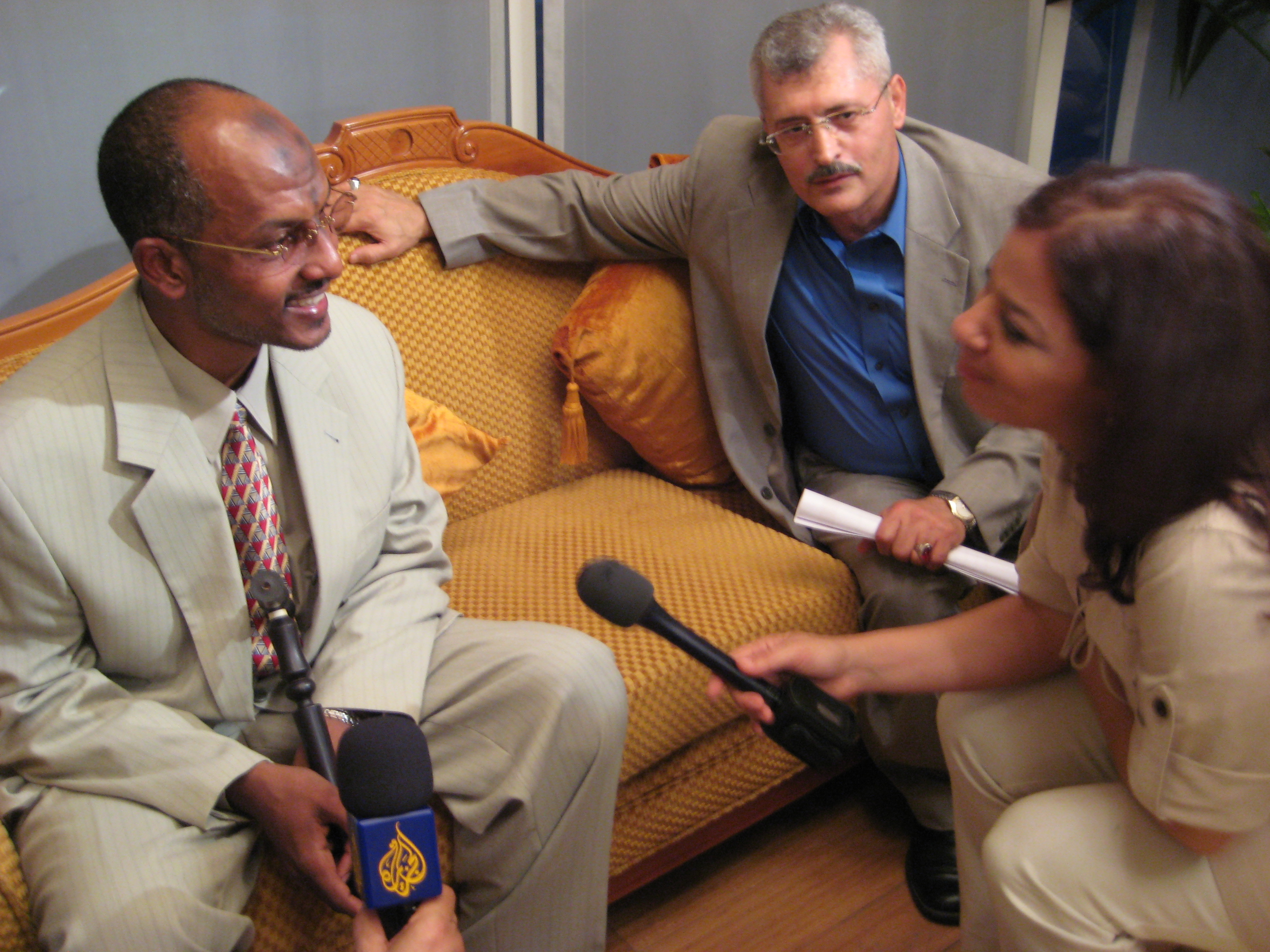
Interview mit Sami Al-Haj nach seiner Rückkehr nach Doha (2008)

Ein Kameramann Al Jazeeras, Sami Al-Haj, wurde im Dezember 2001 auf dem Weg nach Afghanistan gefangen genommen und als ein „feindlicher Kämpfer“ nach Guantanamo verbracht. Sein Anwalt Clive Stafford-Smith erklärte zu den zahlreichen dort durchgeführten Verhören unter anderem, dass sie lange Zeit ausschließlich den Zweck verfolgten, seinen Mandanten zu einer Auskunftsperson gegen Al Jazeera zu machen und ihn aussagen zu lassen, dass Al Jazeera mit Al-Qaida verbunden sei. Am 7. Januar 2007 trat Sami Al-Haj in einen Hungerstreik und wurde danach bis zu seiner Freilassung am 1. Mai 2008 zwangsernährt.

### 2003–2004: Krieg und Besatzung im Irak

#### Einschränkungen der Tätigkeit
Im März 2003 startete Al Jazeera aufgrund der aktuellen Ereignisse (Beginn des Irakkriegs) eine englischsprachige Ausgabe seines Internet-Auftritts, die jedoch durch einen externen Eingriff in das Domain Name System zu einer Seite umgeleitet wurde, die eine amerikanische Flagge zeigte. Die Störung dauerte einige Tage, danach blieb die Seite während des Irakkriegs nur eingeschränkt erreichbar.
Hauptredakteurin des englischsprachigen Angebots ist die im Libanon geborene Joanne Tucker, Tochter eines amerikanischen Zivilluftfahrtpiloten und einer Libanesin. Tucker wuchs in Saudi-Arabien und im Vereinigten Königreich auf, hatte an der Universität Cambridge studiert und für die BBC gearbeitet, bevor sie von Ibrahim Helal, Chefredakteur von Al Jazeera, das Angebot bekam, für den Sender zu arbeiten.
Ab dem 4. März 2003 wurden Al Jazeera und andere Nachrichtenagenturen, deren Namen nicht veröffentlicht wurden, „aus Sicherheitsgründen“ vorläufig von der New Yorker Börse selbst verbannt und dürften nicht mehr vom New Yorker Börsenparkett aus – Börsensaal der New Yorker Börse (NYSE) – berichten, so die offizielle Begründung. Das Verbot wurde einige Monate später zurückgenommen.

#### Aktionen gegen den Sender
Im Irakkrieg galten für Al Jazeera die gleichen Einschränkungen wie für andere Sender. Taisir Alluni, ein Reporter von Al Jazeera, wurde vom irakischen Informationsministerium des Landes verwiesen, ein anderer Reporter, Diyar Al-Umari, durfte nicht mehr aus dem Irak berichten. Beide Entscheidungen wurden später widerrufen. Zwischenzeitlich zog sich Al Jazeera sogar ganz aus dem Irak zurück und führte „übertriebene Einmischung der irakischen Behörden“ als Grund hierfür an.
Am 8. April 2003 wurde das Büro des Senders in Bagdad bei einem US-Luftangriff bombardiert, obwohl die USA über die genaue Lage des Büros informiert waren. Der Reporter Tariq Ayyub starb dabei. Ein ähnlicher Angriff auf das Büro in Kabul erfolgte während des Afghanistankriegs.
Aus einer am 22. November 2005 vom Daily Mirror veröffentlichten Mitschrift eines am 16. April 2004 geführten Gesprächs zwischen George W. Bush und dem britischen Premierminister Tony Blair geht hervor, dass Bush darin von einem möglichen Angriff auf die Zentrale des Senders in Doha sprach. In derselben Zeitung wurden später anonyme Quellen zitiert, von denen die eine sagte, „Bush war es mit der Sache todernst“, die andere hingegen meinte, Bushs Äußerungen seien „scherzhaft, nicht ernsthaft“ gemeint gewesen.
Am 7. August 2004 schloss die Regierung Allawi alle Büros von Al Jazeera im Irak. Am 4. September 2004 beschloss die irakische Regierung, das zunächst einmonatige Verbot von Al Jazeera auf unbestimmte Zeit zu verlängern. Erst im März 2011 erlaubte die irakische Regierung die Wiedereröffnung des Bagdader Büros.

### 2005–2011: Internationale Arbeit und Berichte über den Gazakonflikt

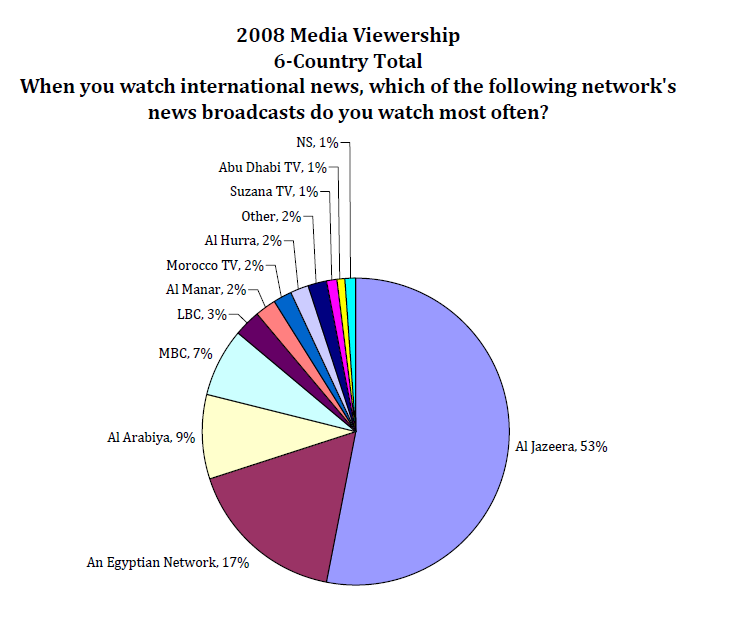
Zuschauerumfrage in Ägypten, Jordanien, Libanon, Marokko, Saudi-Arabien und VAE

Starke Beachtung fanden die provokanten islamkritischen Auftritte Wafa Sultans in Talkshows 2005 und 2006.
Al Jazeera hat Kooperationsabkommen mit der britischen BBC und dem lateinamerikanischen Sender telesur. Nach Angaben seines Generaldirektors Wadah Khanfar war Al Jazeera das erste arabische Nachrichtenmedium, das eine Lateinamerika-Berichterstattung mit eigenen Korrespondenten vor Ort einrichtete. Im März 2008 kündigte Wadah Khanfar an, sie weiter auszubauen, da die ökonomischen, sozialen und politischen Entwicklungen, die derzeit in Lateinamerika stattfinden, beispielhaft für die Suche nach wirtschaftlichen, politischen und sozialen Alternativen in der arabischen Welt sein können, ohne dabei auf Alternativen beschränkt zu sein, die die westliche Welt zu bieten hat. Ziel sei es, die Wahrheit über Geschehnisse in dieser Region aus Sicht der Bewohner Lateinamerikas und aus arabischer Sicht zu berichten, ohne dabei auf dritte Kommunikationsmedien zurückgreifen zu müssen.
Der Spiegel veröffentlichte 2013 Informationen aus dem Leak von Edward Snowden, wonach in einem Bericht des „Network Analysis Center“ der NSA die Erfolge des Dienstes bei der Überwachung von Al-Jazeera herausgestellt werden. Demnach war es gelungen, die interne und besonders geschützte Kommunikation „interessanter Ziele“ mitzulesen.
Während des israelischen Angriffs auf Gaza 2008/2009 war Al Jazeera der einzige internationale Sender, der direkt aus Gaza berichtete, da Israel Journalisten den Zutritt zum Gazastreifen verweigerte und Al Jazeera mit dem Korrespondenten Ayman Mohyeldin bereits präsent war. Teile dieser Berichterstattung stellte Al Jazeera unter einer freien Creative-Commons-Lizenz ins Internet.
Im Januar 2011 veröffentlichte Al Jazeera vertrauliche Dokumente aus Verhandlungen zwischen israelischen und palästinensischen Delegationen, denen zufolge Palästinenserpräsident Abbas im Rahmen eines Friedensabkommens bereit wäre zum Verzicht auf bestimmte jüdisch besiedelte Stadtviertel Ost-Jerusalems sowie zu einer zahlenmäßigen Beschränkung von zur Rückkehr nach Israel berechtigten Flüchtlingen auf einen kleinen Bruchteil. Abbas dementierte diese Meldungen und ließ die Büros von Al Jazeera im Westjordanland schließen.

### Ab 2011: Arabischer Frühling
Bei verschiedenen Ereignissen des arabischen Frühlings nahm Al Jazeera Einfluss auf die Proteste und stellte sich teilweise offen auf die Seite der Aufständischen. Am 30. Januar 2011 wurde Al Jazeera im Zuge der Proteste in Ägypten, die zum Sturz von Husni Mubarak führten, ein Arbeits- und Empfangsverbot verordnet und die Akkreditierungen der Journalisten für ungültig erklärt. In den darauffolgenden Tagen wurden mehrere Journalisten und der Bürochef des Senders vorübergehend inhaftiert. Am 4. Februar 2011 griffen Unbekannte das Kairoer Büro an und zerstörten die Ausrüstung.
Auch während der Proteste gegen Muammar al-Gaddafi in Libyen, die sich zum Bürgerkrieg und zum Sturz des Diktators ausweiteten, spielte Al Jazeera eine aktive Rolle. Al Jazeera meldete am 22. Februar 2011, dass sein Satelliten-Signal von Arabsat in Libyen mit Störsendern gestört wurde. Nach Angaben des Senders stammte das Störsignal von Einrichtungen des libyschen Geheimdienstes, südlich der Hauptstadt Tripolis. Auch die Homepage des Senders war in Libyen nicht erreichbar. Gleichzeitig veröffentlichte der Sender Alternativfrequenzen auf Nilesat, Badr4 und Hotbird. Am 12. März 2011 wurde ein Kameramann Al Jazeeras in der Nähe der libyschen Hafenstadt Bengasi erschossen. Al Jazeera teilte mit, Ali Hassan al-Jaber sei mit seinem Team in einen Hinterhalt geraten, und bewertete die Tat als einen gezielten Anschlag gegen Angehörige des Senders.
Während der Proteste in Bahrain war Al Jazeera das einzige ausländische Fernsehteam im Land. Die Aufnahmen wurden im August 2011 in einer einstündigen Dokumentation ausgestrahlt.
Im September 2011 trat Generaldirektor Wadah Kanfar zurück, sein Posten wurde mit Scheich Ahmad bin Jasem bin Muhammad al-Thani von einem Mitglied der katarischen Herrscherfamilie besetzt. Der Wechsel wurde nicht begründet.
Am 28. April 2013 entzog die irakische Kommunikations- und Medienkommission zehn Fernsehsendern, darunter auch Al Jazeera, die Sendelizenz mit der Begründung, dass deren Berichterstattung Gewalt, abtrünniges Verhalten und Sektierertum schüre.

### 2017: Isolation Katars und Bann Al Jazeeras
Im Mai 2017 besuchte US-Präsident Trump Saudi-Arabien und warf dabei Katar vor, das Land sei Finanzier von Terrorismus und das auf sehr hohem Niveau. Anfang Juni 2017 brachen Ägypten, Bahrain, Saudi-Arabien, die Vereinigten Arabischen Emirate und wenig später auch der Jemen, Libyen, die Malediven sowie Mauritius ihre diplomatischen Beziehungen zu Katar ab und schlossen alle Grenzen zu dem daraufhin fast isolierten Land. Ende Mai 2017 sperrten Saudi-Arabien, Ägypten, Bahrain und die Vereinigten Arabischen Emirate die Website von Al Jazeera. Saudi-Arabien schloss das Büro des Senders und entzog ihm zeitgleich die Sendelizenz. Daraufhin schloss sich die jordanische Regierung diesem Vorgehen an und kündigte ebenfalls an, das Studio des Senders in der Hauptstadt Amman zu schließen sowie ihm die Lizenz zu entziehen.
Inmitten dieser Krise kam es am 9. Juni 2017 zu massiven Hackerangriffen auf den Sender. Nach eigenen Angaben waren zeitweise sowohl die Website als auch weitere digitale Plattformen der Mediengruppe davon betroffen. Medienberichten zufolge fiel das Programm des Senders auf einigen Übertragungswegen aus. Auch die staatliche Nachrichtenagentur Katars war mit ihrer Webpage nicht mehr erreichbar. Das englisch- und arabischsprachige Angebot war zeitgleich mit den Angriffen auf Al Jazeera nicht mehr erreichbar.
Nachdem eine Anzahl von arabischen Ländern Al Jazeera innerhalb weniger Tage die Sendelizenz entzogen und seine Büros schlossen, sagte Christian Mihr von Reporter ohne Grenzen: „Was Al Jazeera in diesen Tagen erlebt, ist eine offensichtlich international abgestimmte Kampagne unverhohlener politischer Zensur. ... Mit dieser massiven Repressionswelle gegen einen Nachrichtensender von internationaler Bedeutung demonstrieren Saudi-Arabien und seine Verbündeten ihre völlige Geringschätzung der Medienfreiheit.“ Auch der türkische Präsident Recep Tayyip Erdoğan kritisierte dies als Verstoß gegen die Pressefreiheit, was in Anbetracht seines Vorgehens im eigenen Land gegen unabhängige Zeitungen und wegen der 160 inhaftierten türkischen Journalisten von der internationalen Presse als vorgeschobenes Argument bewertet wurde.
Nach Aussage des Emirs von Katar genießt Al Jazeera redaktionelle Unabhängigkeit. Aus Memos der US-Botschaft, die WikiLeaks veröffentlichte, geht aber hervor, dass Katar zwar behauptet, die Pressefreiheit hochzuhalten, nach Einschätzung des US-Botschafters im eigenen Land jedoch keine Pressefreiheit toleriert. US-Botschafter Joseph LeBaron meldete mehrfach, dass Al Jazeera eines von Katars wichtigsten politischen und diplomatischen Werkzeugen sei. Beispielhaft wird ein Gespräch zwischen Hamad bin Chalifa Al Thani und John Kerry angeführt, in dem sich Scheich Hamad damit brüstete, den ägyptischen Präsidenten Hosni Mubarak zu einer Änderung der Haltung zu den israelisch-palästinensischen Verhandlungen im Austausch für einen einjährigen Verzicht auf Al-Jazeera-Berichterstattung über Ägypten gebracht zu haben. Die Botschaft berichtete auch, dass Al Jazeera aus Rücksicht auf die Regierung im Iran kaum über die Proteste nach den iranischen Präsidentschaftswahlen 2009 berichtete. Weiterhin geht aus den Wiki-Leaks-Unterlagen hervor, dass die US-Botschaft den Inhalt von Al-Jazeera-Berichterstattung direkt zum Gegenstand bilateraler Verhandlungen zwischen den USA und Katar machte und dass es andere Staaten ähnlich halten.

### 2024: Entzug der Sendelizenz in Israel
Im April 2024 entzog die israelische Regierung von Benjamin Netanjahu Al-Jazeera ihre Sendelizenz in Israel bzw. verbot die Berichterstattung des Senders in Israel wegen Al-Jazeeras angeblich einseitiger Berichterstattung zum Krieg in Israel und Gaza.

### 2025: Verbot durch die palästinensische Autonomiebehörde
Im Januar 2025 untersagte die palästinensische Autonomiebehörde Al-Jazeera das Arbeiten im Westjordanland. Vorausgegangen war dem Verbot eine Berichterstattung Al Jazeeras über gewaltsame Zusammenstöße zwischen palästinensischen Sicherheitskräften und bewaffneten Palästinensern im Westjordanland.  Die Autonomiebehörde begründete das Verbot mit der Verbreitung von „aufrührerischen Inhalten und Berichten, die durch Falschinformationen, Aufwiegelung, Hetze und Einmischung in die inneren Angelegenheiten Palästinas gekennzeichnet sind“. Gemäß Al Jazeera wolle die palästinensische Autonomiebehörde damit „die Wahrheit über Ereignisse in den besetzten Gebieten verbergen, vor allem darüber, was in Dschenin und seinen Lagern passiert“.

## Kritik
Der ehemalige Al-Jazeera-Chef Wadah Khanfar sagte in einem Interview, dass Al Jazeera schon vorgeworfen wurde, für verschiedene Seiten Partei zu ergreifen, und dass diese Vorwürfe falsch seien. Nach Untersuchung des aus den Vereinigten Arabischen Emiraten stammenden Medienexperten Sultan Sooud Al-Qassemi hingegen versteht sich der Sender konsistent als Propagandainstrument der Muslimbruderschaft. Nach Beobachtung der Nahostexpertin Petra Ramsauer trägt das Programm von Al Jazeera wesentlich zur islamistischen Radikalisierung des arabischen Raumes bei.
Im Irak-Krieg wurde Al Jazeera von der US-Regierung beschuldigt, gegen die dritte Genfer Konvention verstoßen zu haben. Der Sender hatte Bildmaterial von gefangenen US-Soldaten, unter anderem beim Verhör, gezeigt. Al-Jazeera-Mitarbeiter warfen den USA wiederum Doppelmoral vor. Im gleichen Krieg hatten US-Fernsehsender Bildmaterial von der Gefangennahme von Irakern, etwa von Saddam Hussein, gezeigt; US- und weltweite Medien hatten die medizinische Erstuntersuchung des gefangenen irakischen Präsidenten gefilmt und ausgestrahlt. Die Produktion dieses Bildmaterials war unter der Leitung von US-Militärpersonal erfolgt. Besonders harsche Kritik äußerte Donald Rumsfeld, der den Sender regelmäßig wegen des Verbreitens von Meldungen irakischer Extremisten attackierte und behauptete, der Sender sei von Terroristen infiltriert.
Im Juni 2003 kritisierte Ataullah Mansur in einem Artikel der arabischsprachigen Zeitung Al-Quds die Darstellung der palästinensischen Lebensbedingungen auf Al Jazeera. Anstatt die reale Notsituation zu zeigen, welche Friedensverhandlungen notwendig gemacht hätte, versuche der Sender, „einen Keil zwischen die arabischen Völker und ihre Regierenden zu treiben“, und verkünde, „das einzige Licht auf dem Weg der arabischen Völker sei in der Intifada und den Steinen zu erkennen“, was nicht helfe, die Notlage der Palästinenser zu beheben.
Am 23. September 2004 verbot die irakische Regierung Al Jazeera und al-Arabiya für zwei Wochen die Berichterstattung über die offiziellen Regierungstätigkeiten wegen angeblicher Unterstützung von Angriffen auf Mitglieder des Regierungsrats und auf Besatzungstruppen. Einige Iraker beschuldigten den Sender, durch das Ausstrahlen von Erklärungen irakischer Widerstandsführer zur Gewalt gegen die Besatzer aufgehetzt und ethnische bzw. religiöse Spannungen verstärkt zu haben und den „gesetzlosen Widerstand“ zu unterstützen.
Saudischen Firmen wurde es durch das saudi-arabische Königshaus verboten, Werbung bei Al Jazeera zu platzieren. Die saudische Regierung versuchte gleichwohl mehrmals, einen mehrheitlichen Anteil an Al Jazeera zu kaufen und damit die Kontrolle über den Sender zu erlangen, scheiterte jedoch dabei.
Am 19. Mai 2010 erhielt der Sender in Bahrain ein Arbeitsverbot. Als Gründe wurden der Bruch der professionellen Medienrichtlinien und die Missachtung von Gesetzen genannt. Es wird vermutet, dass ein kurz zuvor gesendeter Bericht über Armut in Bahrain die dortigen Behörden verärgert haben könnte. Al Jazeera betonte in einer Erklärung, dass es seine Richtlinien für Berichterstattung nicht ändern werde.
Im Zuge der Berichterstattung Al Jazeeras über die Revolution in Ägypten 2011 wurde die meinungsbildende Kraft des Senders diskutiert: Der Sender berichte nicht nur, sondern ergreife auch eindeutig Partei. Einige westliche Beobachter bezeichneten den Sender gar als treibende Kraft der Proteste. Dem israelischen Historiker und Nahostexperten Itamar Rabinovich zufolge hat „Al-Dschasira schon vor langer Zeit aufgehört, ein Medium im klassischen Sinne zu sein“, sondern gibt sich her „als politisches Instrument für eine nationalistische und islamistische Agenda.“ Der Journalist und Terrorismusexperte Elmar Theveßen kritisierte „eine Entwicklung hin zu einem parteilichen Sender“. Beim englischsprachigen Programm des Senders beobachtet Theveßen dagegen „ein hohes Interesse an Unabhängigkeit und Meinungsfreiheit. Die Berichterstattung des englischen Al-Dschasiras in den vergangenen Tagen war großartig.“ Die New York Times beklagte, dass zwar im Weißen Haus der unbestreitbar einzigartige („indisputably unique“) Sender Al Jazeera zur Beobachtung der Proteste im Nahen Osten benutzt werde, den meisten Amerikanern diese Möglichkeit aber verwehrt sei, da nahezu alle Kabel- und Satellitenbetreiber Al Jazeera aus ihrem Programm verbannt hätten.
Carola Richter resümierte in der Zeit, „die emotionale Verbrüderung mit Opfern einer als ungerecht empfundenen Politik“ sei für den arabischsprachigen Kanal nicht neu, „der westliche Enthusiasmus darüber schon“. Dabei habe sich der Sender seit seiner Gründung 1996 „zum Schrecken nahezu aller autoritären Herrscher der Region entwickelt“. Als im Westen „vermeintlich anti-amerikanisch berüchtigt“, spiele er in den arabischen Ländern „vornehmlich die Rolle des Korrektivs einer von den Regimes domestizierten Medienlandschaft“. Es gäbe „fast kein arabisches Land, in dem der Sender nicht schon einmal verboten wurde.“
Aktham Suliman, der ehemalige Deutschland-Korrespondent von Al Jazeera und Leiter des Büros des Nachrichtensenders Al Jazeera in Berlin seit Februar 2002, verließ den Sender im Oktober 2012 und erhob im Dezember in der Frankfurter Allgemeinen Zeitung den Vorwurf einer seit 2004 schleichenden und mittlerweile massiven (außen)politischen Einflussnahme der katarischen Regierung auf den Sender in Richtung positive Berichterstattung zu Gunsten von „muslimbruderschaftlichen“ Gruppen, „die von Qatar in allen arabischen Ländern unterstützt wird“:
„Der Nachrichtensender Al Dschazira war der Wahrheit verpflichtet. Jetzt wird sie verbogen. Es geht um Politik, nicht um Journalismus. Für die Reporter heißt das: Zeit zu gehen. […] Die Talfahrt zwischen 2004 und 2011 war schleichend, unterschwellig und sehr langsam, doch mit einem katastrophalen Ende.“
Ähnliche Vorwürfe einer unausgewogenen Berichterstattung zugunsten der Muslimbrüder und von Katar konstatierte auch The Economist im Januar 2013. Der ägyptische Ableger des Senders Al Dschasira Mubashr Misr hatte in der ägyptischen Regierungskrise unkommentiert rund um die Uhr Bilder von Demonstrationen zugunsten des damals abgesetzten Präsidenten Mohammed Mursi gesendet und gilt spätestens seitdem vielen Ägyptern als Sprachrohr der Muslimbrüder. Bei einem Bericht über Angriffe der ägyptischen Luftwaffe gegen Stellungen des IS in Libyen im Februar 2015 verwendete Al Jazeera Bilder toter Kinder aus einem Krankenhaus in Marokko und gab sie fälschlich als Bilder von Opfern der Luftangriffe aus.
Laut einer 2020 im Journal Global Media and Communication publizierten Studie katarischer Forschern war Al Jazeera während der frühen Phase der Katar-Krise 2017 bis 2021 gegenüber anderen arabischen Nachrichtenorganisationen vergleichsweise unabhängig und professionell und soll im Wettbewerb die qualitativen Standards von arabischen Fernsehnachrichtensendern weiträumig angehoben haben.
Die Berichterstattung geriet erneut während des Terrorangriffs auf Israel 2023 in die Kritik. Lucien Scherrer von der NZZ kommentierte, Al-Jazeera fehle die Distanz zur Hamas, weil die Organisation, wie auch der Sender, von Katar unterstützt werde. Zudem gab er auch Sorgen des SRF-Redakteurs Fredy Gsteiger wieder, der konstatierte, Al-Jazeera gebe der Hamas eine Bühne.
Im Januar 2025 ließ Mahmoud Abbas Al-Jazeera verbieten, weil es seiner Meinung nach sehr wohlwollend über Islamisten, wie bewaffnete Mitglieder der Hamas und des Palästinensischen Islamischen Dschihads (PIJ), berichte. Laut der Jüdischen Allgemeinen stört sich die Behörde von Mahmud Abbas an der Parteinahme des Senders für die konkurrierende Hamas, während Abbas den Terror gegen Israel allerdings ebenfalls unterstütze, indem er sogenannten »Märtyrern« Terror-Renten bezahle und Verschwörungstheorien über Israel verbreite.

## Empfang
Al Jazeera kann in Deutschland über folgende Satelliten digital empfangen werden:
- Astra auf 19,2° Ost: 11627 MHz, vertikal, Symbolrate: 22000 Msym/s, FEC: 5/6[70]
- Hotbird auf 13,0° Ost: 11137 MHz, horizontal, Symbolrate: 27500 Msym/s, FEC: 3/4[70]

Das englische und das arabische Programm können in Deutschland auch über die Internet-Fernseh-Dienste Zattoo und Magine TV empfangen werden. Die Deutsche Telekom hat den Sender Anfang Juli 2015 aus dem Programmangebot von Telekom Entertain genommen.
Daneben wird Al Jazeera English über digitales Kabel, Satellit (auch in HD), Video- und Audio-Live-Stream sowie YouTube verbreitet.

## Ableger

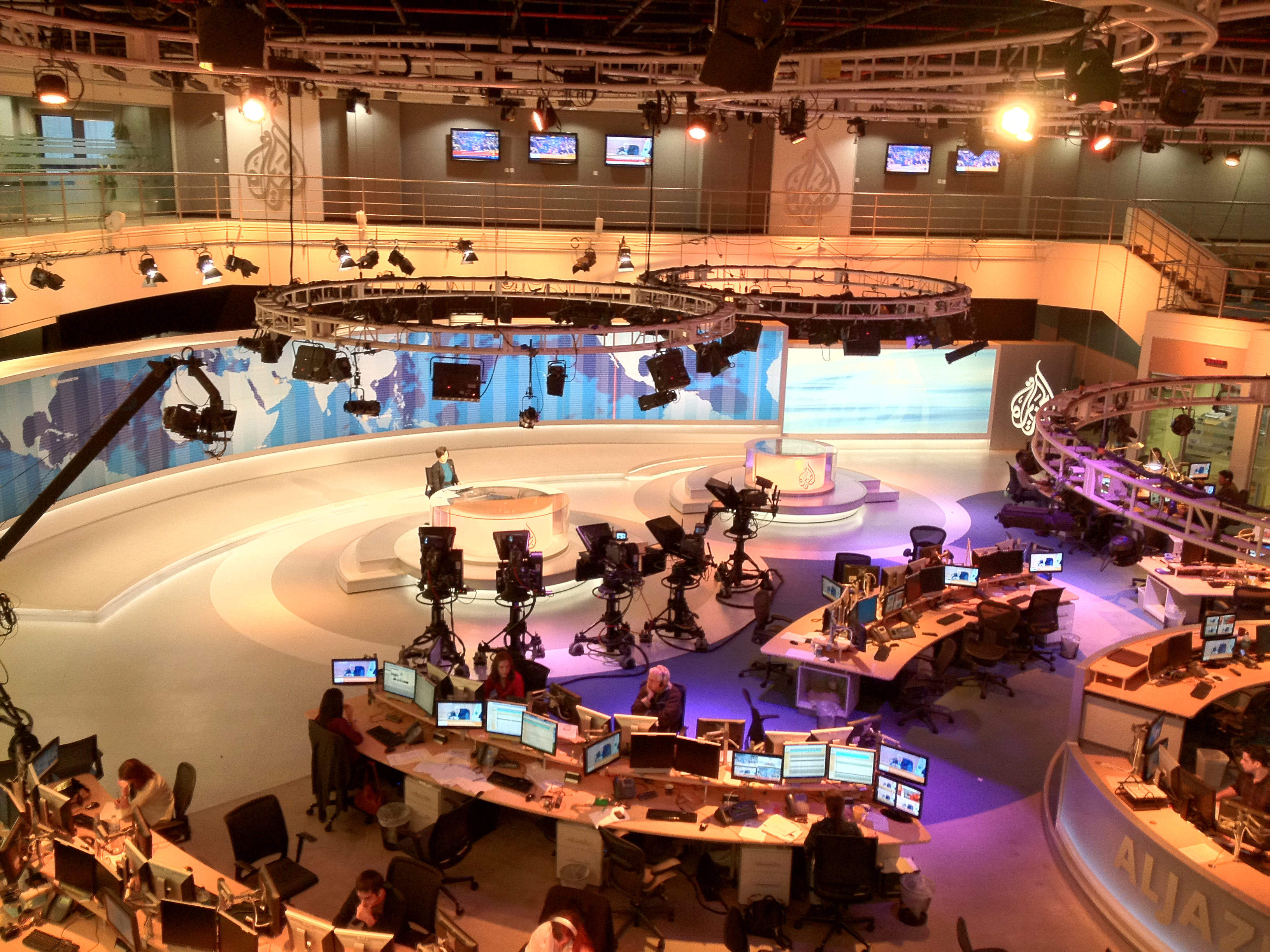
News-Room von Al Jazeera English

Al Jazeera betreibt zahlreiche Spartensender neben dem ursprünglichen Nachrichtensender. Außerdem gehören mehrere begleitende Websites sowie ein Fortbildungszentrum und ein Forschungszentrum zum Medienkonzern Al Jazeera. Weiterhin veranstaltet Al Jazeera in Doha ein jährliches internationales Dokumentarfilmfestival.
Im September 2006 übernahm der Kinderkanal von Al Jazeera 78 Folgen der RBB-Sendung Unser Sandmännchen.
Seit dem 15. November 2006 läuft der englischsprachige Nachrichtenkanal von Al Jazeera, Al Jazeera English. Am 11. November 2011 nahm Al Jazeera Balkans (AJB), der erste europäische Ableger der Sendergruppe, in der bosnischen Hauptstadt Sarajewo seinen Sendebetrieb auf. Der Fernsehkanal, der von einer Website begleitet wird, richtet sich an Angehörige der Nachfolgestaaten Jugoslawiens und sieht sich als ersten regionalen Informationssender in der über 35 Millionen Menschen umfassenden Region. Er sendet zunächst sechs Stunden täglich in den in weiten Teilen identischen Sprachen Kroatisch, Serbisch, Montenegrinisch und Bosnisch, während zum Rest der Sendezeit noch englischsprachige Programmübernahmen von Al Jazeera English zu sehen sind.
Al Jazeera Mubasher Misr wurde im Zuge der Krise um Katar im Juni 2017 in Ägypten durch die dortige Regierung abgeschaltet.
| Ableger                               | Beschreibung | Sendebeginn   | Sendeende     | Website                     |
| ------------------------------------- | --- | ------------- | ------------- | --------------------------- |
| Al Jazeera                            | der ursprüngliche arabischsprachige 24h-Nachrichtensender | November 1996 | k. A.         | aljazeera.net/channel       |
| Al Jazeera Mubasher (Al Jazeera Live) | ein Sender, der live über politische und gesellschaftliche Ereignisse berichtet, vergleichbar mit C-SPAN oder PHOENIX | 2005          | k. A.         | aljazeeramubasher.net       |
| Al Jazeera Children’s Channel (JCC)   | JeemTV (ehemals JCC, für 7- bis 12-Jährige) | 2005          | k. A.         | jeemtv.net                  |
| Al Jazeera Children’s Channel (JCC)   | Baraem.TV (für 2- bis 6-Jährige) | Januar 2009   | k. A.         | baraem.tv                   |
| Al Jazeera English                    | ein internationaler englischsprachiger 24h-Nachrichtensender | 2006          | k. A.         | aljazeera.com               |
| Al Jazeera Al Wathaiqiya              | arabischsprachiger Dokumentationssender | 2007          | k. A.         | doc.aljazeera.net           |
| Al Jazeera Mubasher Misr              | Version von Al Jazeera Mubasher mit Fokus auf Ägypten. | 2011          | Dezember 2014 | mubasher-misr.aljazeera.net |
| Al Jazeera Balkans                    | Version of Al Jazeera in bosnischer, serbischer und kroatischer Sprache. | 2011          | k. A.         | balkans.aljazeera.net       |
| Al Jazeera America                    | englischsprachige Version von Al Jazeera, mit Fokus auf Themen, die für Amerikaner interessant und relevant sind. | August 2013   | k. A.         | aljazeera.com               |
| Al Jazeera Türk                       | türkischsprachige Version von Al Jazeera. | Januar 2014   | Mai 2017      | aljazeera.com.tr            |
| Al Jazeera Kiswahili                  | suahelisprachige Version von Al Jazeera. | (im Aufbau)   | k. A.         | aljazeerakiswahili.com      |
| AJ+                                   | Socialmedia-Plattform mit Sitz in Washington D.C. für die jugendliche Zielgruppe. Der Bezug auf den Namen Al Jazeera bleibt in den Kanälen verborgen. Aktiv in Facebook (11 Mio. Abonnenten), Twitter, YouTube und Instagram; auf Englisch, Französisch, Spanisch und Arabisch. | k. A.         | k. A.         | global.ajplus.net           |

## Auszeichnungen
- 1999: Prinz-Claus-Preis[77]
- 1999: Ibn-Ruschd-Preis für Freies Denken[78][79]
- 2012: Four Freedoms Award, in der Kategorie Meinungsfreiheit